# Lucas Villarruel
Lucas Villarruel (Buenos Aires, 13 de noviembre de 1990) es un futbolista argentino. Se desempeña como mediocampista y su equipo actual es Gimnasia y Esgrima de Mendoza de la Primera Nacional de Argentina.

## Trayectoria
Debutó profesionalmente en el Club Atlético Huracán ante Quilmes el 24 de marzo de 2012. Logró un buen rendimiento y se desempeñó en ese club hasta el año 2016, cuando fue cedido al Club Olimpo. Allí disputó 25 partidos. Tras su gran temporada logrando salvar la categoría, en julio de 2017 volvió a renovar su préstamo por un año más con la institución bahiense. Esta temporada sería distinta, no tuvo su mejor rendimiento y el club descendió a la Primera B Nacional, por lo que en mayo de 2018 rescinde su contrato para ayudar en la economía del club.  De esta manera, vuelve a Huracán luego de dos años de préstamos en Olimpo.

## Estadísticas

### Clubes
Actualizado al último partido disputado el 2 de octubre de 2021.
| Huracán Argentina                                                                                    | 2.ª           | 2011-12       | 7   | 0 | —  | — | Inexistentes | Inexistentes | 7   | 0 |
| Huracán Argentina                                                                                    | 2.ª           | 2012-13       | 29  | 2 | 1  | 0 | Inexistentes | Inexistentes | 30  | 2 |
| Huracán Argentina                                                                                    | 2.ª           | 2013-14       | 37  | 0 | 3  | 0 | Inexistentes | Inexistentes | 40  | 0 |
| Huracán Argentina                                                                                    | 2.ª           | 2014          | 20  | 0 | 1  | 0 | Inexistentes | Inexistentes | 21  | 0 |
| Huracán Argentina                                                                                    | 1.ª           | 2015          | 14  | 0 | 1  | 0 | 12           | 1            | 27  | 0 |
| Huracán Argentina                                                                                    | 1.ª           | 2016          | 8   | 0 | 1  | 0 | 4            | 0            | 13  | 0 |
| Huracán Argentina                                                                                    | Total club    | Total club    | 115 | 2 | 7  | 0 | 16           | 1            | 138 | 3 |
| Olimpo Argentina                                                                                     | 1.ª           | 2016-17       | 25  | 0 | 1  | 0 | 0            | 0            | 26  | 0 |
| Olimpo Argentina                                                                                     | 1.ª           | 2017-18       | 20  | 0 | 4  | 0 | 0            | 0            | 24  | 0 |
| Olimpo Argentina                                                                                     | Total club    | Total club    | 45  | 0 | 5  | 0 | 0            | 0            | 50  | 0 |
| Defensa y Justicia Argentina                                                                         | 1.ª           | 2018-19       | 3   | 0 | 1  | 0 | 1            | 0            | 5   | 0 |
| Defensa y Justicia Argentina                                                                         | 1.ª           | 2019-20       | 1   | 0 | —  | — | —            | —            | 1   | 0 |
| Defensa y Justicia Argentina                                                                         | Total club    | Total club    | 4   | 0 | 1  | 0 | 1            | 0            | 6   | 0 |
| Newell's Old Boys Argentina                                                                          | 1.ª           | 2019-20       | 12  | 0 | —  | — | Inexistentes | Inexistentes | 12  | 0 |
| Newell's Old Boys Argentina                                                                          | Total club    | Total club    | 12  | 0 | 0  | 0 | 0            | 0            | 12  | 0 |
| Liga Deportiva Universitaria · Ecuador                                                               | 1.ª           | 2020          | 23  | 2 | 0  | 0 | 7            | 0            | 30  | 2 |
| Liga Deportiva Universitaria · Ecuador                                                               | 1.ª           | 2021          | 14  | 0 | 2  | 0 | 4            | 0            | 20  | 0 |
| Liga Deportiva Universitaria · Ecuador                                                               | 1.ª           | 2022          | 0   | 0 | 0  | 0 | 0            | 0            | 0   | 0 |
| Liga Deportiva Universitaria · Ecuador                                                               | Total club    | Total club    | 37  | 2 | 2  | 0 | 11           | 0            | 50  | 2 |
| Gimnasia y Esgrima (M) Argentina                                                                     | 2.ª           | 2023          | 0   | 0 | 0  | 0 | —            | —            | 0   | 0 |
| Gimnasia y Esgrima (M) Argentina                                                                     | Total club    | Total club    | 0   | 0 | 0  | 0 | 0            | 0            | 0   | 0 |
| Total carrera                                                                                        | Total carrera | Total carrera | 213 | 4 | 15 | 0 | 28           | 1            | 256 | 5 |
| (1) Incluye datos de la Copa Libertadores, Copa Sudamericana, Copa Argentina y Supercopa de Ecuador. |               |               |     |   |    |   |              |              |     |   |

## Palmarés

### Campeonatos nacionales
| Título               | Club                         | País      | Año     |
| -------------------- | ---------------------------- | --------- | ------- |
| Copa Argentina       | Huracán                      | Argentina | 2013-14 |
| Supercopa Argentina  | Huracán                      | Argentina | 2014    |
| Supercopa de Ecuador | Liga Deportiva Universitaria | Ecuador   | 2020    |
| Supercopa de Ecuador | Liga Deportiva Universitaria | Ecuador   | 2021    |